# Карр-Харрис, Жозефина
Жозефина Карр-Харрис (род. 2 марта 1999, Москва) — российская актриса театра и кино, певица.

## Биография
С четырёх лет занималась балетом под патронажем Надежды Веселовой при Академии Балета (Academy of Ballet) в Торонто.
С девяти лет играет на сцене и снимается в кино. Принимает участие в мюзиклах и театральных постановках.
В Москве Жозефина училась в ДМТЮА (Детском музыкальном театре юного актёра) под руководством Заслуженного артиста РФ А. Л. Фёдорова. 
В 2010 году в Голливуде прошла мастер-классы по вокалу у Сета Риггса (Seth Riggs), по актёрскому мастерству у Трэйси Линч Бриттон (Tracy Lynch Britton/«Boom Boom» Britton) и актёрский шоукэйс у Ника Розеса (Nick Roses) в Luber-Roklin Entertainment. В сентябре 2010 года обучалась фламенко у хореографа Рафаэля Амарго.
В свободное время увлекается горнолыжным спортом и фехтованием. Хобби — коллекционирование авторских и антикварных кукол.

## Творчество

### Театр
- 2008 — 2009 — «Мюзикл „Цветные сны Эколь“» — ДТЦ «Эколь».
- 2010 — Лиза — «В детской», по вокальному циклу «Детская» М. П. Мусоргского, реж. Александр Львович Федоров — ДМТЮА[3].
- 2010 — Луиза в детстве — ZORRO (мюзикл) — Stage Entertainment, в постановке Кристофера Рэншоу — МДМ[4].
- 2011 — «Оливер» — реж. Александр Львович Федоров — ДМТЮА.
- 2011 — Новая постановка музыкального спектакля «Том Сойер» — реж. Александр Львович Федоров — ДМТЮА.

### Фильмография
- 2012 — Аня — «Волшебный кубок Роррима Бо» — реж. Екатерина Гроховская.

### Концерты
- октябрь 2010 — Открытие фестиваля Александра Журбина «Музыка. Театр. Кино» — Музей им. М. И. Глинки, Москва, Россия — в концерте принимали участие Нина Шацкая, Герард Васильев.
- ноябрь 2010 — Гала-концерт, посвящённый 120-летию со дня рождения первого президента Пятой Французской Республики генерала Шарля де Голля, штаб-квартира ЮНЕСКО, Париж, Франция. В концерте принимали участие духовой оркестр Республиканской Гвардии Франции, прославленные исполнители Аскар и Елена Абдразаковы (Башкирия), Артист мира ЮНЕСКО пианист С. Маркаров[5].
- декабрь 2010 — Гала-концерт, посвящённый закрытию фестиваля Александра Журбина «Музыка. Театр. Кино» — Театр Оперетты, Москва, Россия — в концерте принимали участие И. Кобзон, Г. Васильев.
- февраль 2011 — 46-й Ежегодный благотворительный бал «Петрушка», Waldorf-Astoria Hotel, Нью-Йорк, США. В концерте принимали участие солисты «Метрополитен-оперы» Майя Ковалевская (сопрано) и Петр Печала (тенор), Оркестр «Лестер Ланин»[6].

## ТВ
- 2010 — «Мелодии на память» с Александром Журбиным — НТВ Мир.
- 2010 — «Звёздная пыль» с Марком Рудинштейном — НТВ Мир.
- 2010 — репортаж, Pravda.ru[7].
- 2011 — «Seriously Funny Kids» американское шоу Хайди Клум — Lifetime Television, Hollywood[8].

## Радио
- 2011 — «Мы талантливы» с Юлией Ковальчук — Детское радио[9].

## Награды и достижения[10]
- 2008 — звание «Маленькая Мисс Мира 2008» («Little Miss World 2008»).
- 2008 — победа в номинации «Вокал» Всемирного Чемпионата Исполнительских Искусств в Голливуде (World Championship of Performing Arts).
- 2008 — победа в номинации «Вокал» Международного детского фестиваля «Кинотаврик» в Сочи.
- 2009 — лауреат фестиваля «Кремлёвские звездочки» в Москве в номинации «Вокал».